# نورين صديق
القارئ الشيخ نورين محمد صديق (1982 - 2020) قارئ قرآن سوداني.

## حياته
ولد في قرية الفرجاب القريبة من مدينة بارا الواقعة في كردفان، حيث درس علوم القرآن الكريم على يد الشيخ المكي في زقاق الفرجاب، وحفظ القرآن الكريم في سن مبكر إلى أن أصبح شيخ الطلاب في خلوة الفرجاب، واشتهر ضمن قراء سودانيين آخرين بتلاوة القرآن الكريم بروايات متعددة، وكان إماما لأشهر مساجد العاصمة السودانية الخرطوم منها مسجد الخرطوم الكبير، والسيدة سنهوري، ومسجد النور.

## جوائز
شارك باسم السودان في مسابقات دولية عدة أبرزها ماليزيا ودبي، حيث حصل على جائزتها العالمية الثالثة في القرآن الكريم في منافسة مع 83 دولة، وفي عام 2005 نافس على جائزة الملك عبد العزيز في المملكة العربية السعودية وأحرز المركز الثاني، كما شارك في منافسات ليبيا وأحرز المركز الثاني بين 66 دولة وذلك في عام 2006.

## وفاته
توفي يوم الجمعة السادس من نوفمبر لعام 2020، الموافق 20 ربيع الأول 1442هـ، إثر حادث مروري على بعد 18 كلم من أم درمان، مع ثلاث شيوخ كانوا برفقته أثناء عودتهم من وادي حلفا بالولاية الشمالية، وهم: علي يعقوب، وعبد الله عوض الكريم، ومهند الكناني، وأعلن وزير الشؤون الدينية والأوقاف في السودان، نصر الدين مفرح، وفاة نورين صدقي في منشور له على صفحته في «فيسبوك»، كما نعاه محمد حمدان دقلو نائب رئيس مجلس السيادة السوداني السابق في منشور له في «فيسبوك» بقوله «نعزي أنفسنا والأمة الإسلامية وعموم الشعب السوداني، في وفاة المغفور له بإذن الله، الداعية المقرئ، الشيخ نورين محمد صديق، الذي لبى نداء ربه إثر حادث أليم، وهو في طريق عودته قادما من رحلة دعوية». ونعته أيضا السفارة التركية في الخرطوم عبر صفحتها الرسمية في «فيسبوك».

## وصلات خارجية
- القرآن الكريم بصوت الشيخ نورين محمد صديق